# Libreria Babele

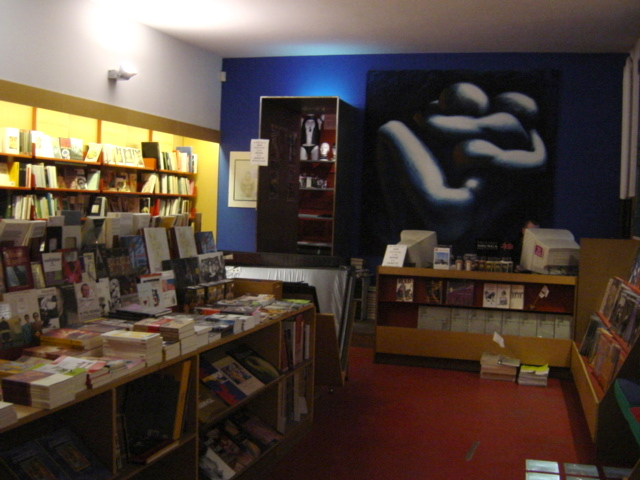
La Libreria Babele nel 2005.

La Libreria Babele di Milano è stata una libreria specializzata in opere culturali a tematica omosessuale, lesbica, e transessuale, sotto forma di libri, opere cinematografiche, ed opere grafiche. Faceva parte del fenomeno delle librerie di comunità, diffuso negli anni settanta con le librerie delle donne, le librerie operaie, le librerie alternative, eccetera.
Fu fondata dalla rivista gay Babilonia, e nel nome scelto contiene un'allusione sia all'omonima opera di Borges, sia al nome della rivista fondatrice. Il motivo della creazione fu la difficoltà incontrata dalle persone LGBT nel rintracciare nelle librerie generaliste le opere a tematica LGBT, particolarmente accentuata nell'epoca precedente all'avvento di Internet e delle vendite di libri online.

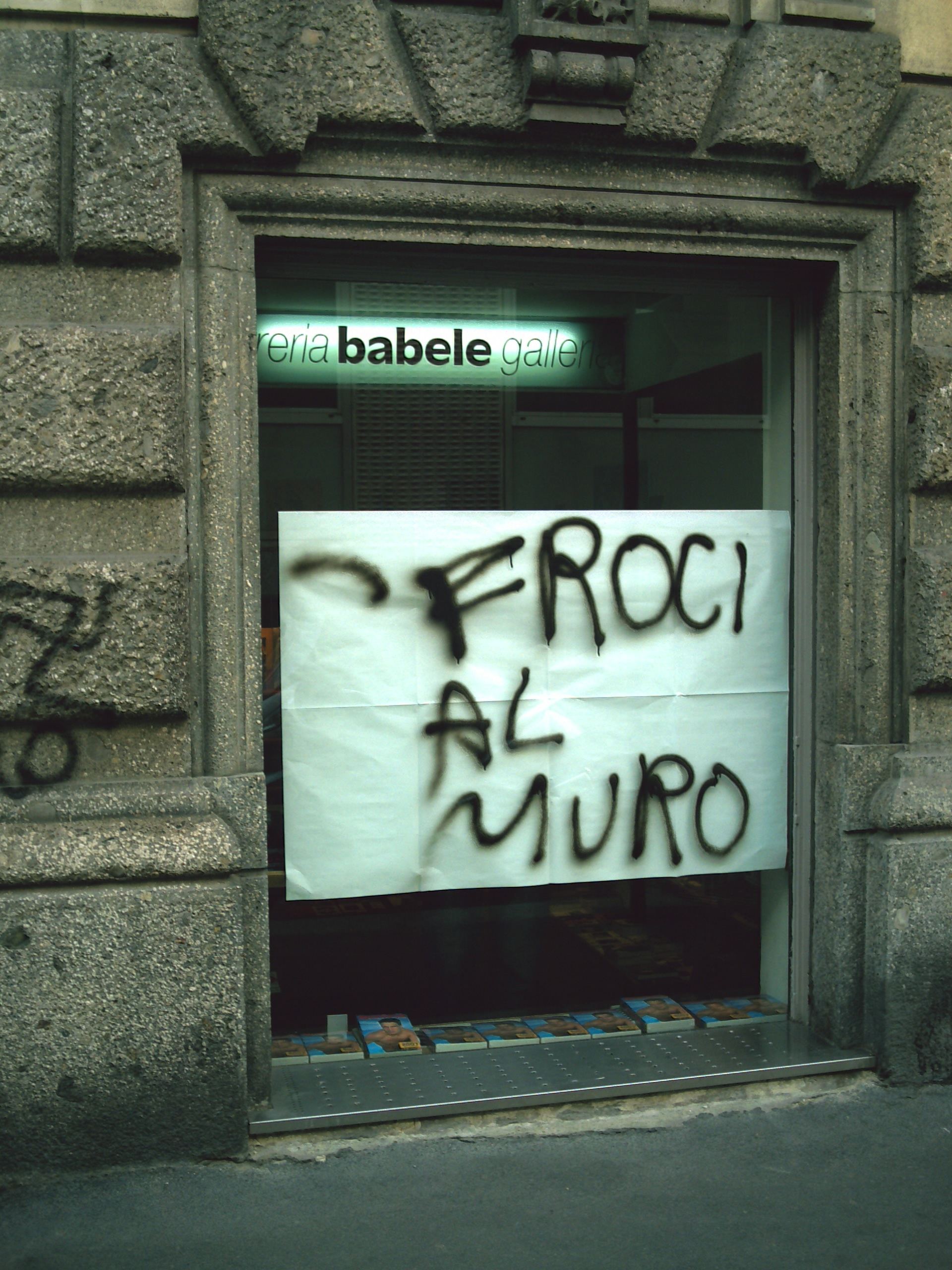
Scritte omofobe sulla vetrina (febbraio 2006).

Successivamente la "Libreria Babele" di Milano è diventata un'azienda autonoma, staccandosi dalla rivista "Babilonia".
In anni successivi la "Libreria Babele" di Milano ha aperto anche a Roma una seconda "Libreria Babele", che ha mantenuto la medesima specializzazione anche dopo la separazione dalla libreria-madre.
Entrambe le librerie Babele propongono attività culturali regolari sotto forma di conferenze, dibattiti, presentazione di autori ed editori.
Alle attività tradizionali la Libreria Babele di Milano ha aggiunto nel 2000 l'attività di galleria d'arte specializzata anch'essa nella tematica LGBT.
La libreria di Milano ha cessato le sue attività il 1º settembre 2008 per un breve periodo sino al 31 luglio 2009, quando ha ricominciato la propria attività con un nuovo proprietario in una nuova sede in viale Regina Giovanna.
Anche il punto di vendita di viale Regina Giovanna è stato poi chiuso definitivamente nel 2012.  Da allora, "La Babele GLBT Bookshop & More" esiste solo come agenzia di vendita online.